# 1041 Asta
1041 Asta је астероид главног астероидног појаса са пречником од приближно 57,27 .
Афел астероида је на удаљености од 3,506 астрономских јединица (АЈ) од Сунца, а перихел на 2,644 АЈ.
Ексцентрицитет орбите износи 0,140, инклинација (нагиб) орбите у односу на раван еклиптике 13,898 степени, а орбитални период износи 1970,054 дана (5,393 година).
Апсолутна магнитуда астероида је 9,90 а геометријски албедо 0,059.
Астероид је откривен 22. марта 1925. године.